# Adrenokortikotropní hormon
Adrenokortikotropní hormon (kortikotropin, ACTH) je hormon produkovaný v pars distalis adenohypofýzy chromofilními (bazofilními) buňkami, zvanými též buňky kortikotropní.
Stimuluje růst kůry nadledvin a tím i produkci glukokortikoidů, zejména kortizolu. Podílí se i na stimulaci tvorby prekurzorů aldosteronu – hormonu ze skupiny mineralokortikoidů. ACTH působí i na melanocyty v nichž zvyšuje produkci tmavého kožního barviva melaninu. ACTH také stimuluje lipolýzu – odbourávaní tuků. Ústřední stresový hormon.